# Heliodoxa
Heliodoxa é um género de beija-flor da família Trochilidae.
Este género contém as seguintes espécies:
- Heliodoxa imperatrix (Gould, 1856)  --  brilhante-imperatriz, brilhante-imperador
- Heliodoxa xanthogonys Salvin e Godman, 1882  --  brilhante-veludo, brilhante-dos-tepuis
- Heliodoxa gularis (Gould, 1860)  --  brilhante-de-garganta-rosa
- Heliodoxa branickii (Taczanowski, 1874)  --  brilhante-de-asas-ruivas, brilhante-d'asa-canela
- Heliodoxa schreibersii (Bourcier, 1847)  --  brilhante-de-garganta-preta, estrela-de-garganta-violeta
- Heliodoxa aurescens (Gould, 1846)  --  beija-flor-estrela, beija-flor-peito-laranja, beija-flor-de-peito-laranja, brilhante-de-peito-laranja
- Heliodoxa rubinoides (Bourcier e Mulsant, 1846)  --  brilhante-fulvo, beija-flor-brilhante-fulvo, brilhante-de-peito-fulvo, colibri-brilhante-fulvo
- Heliodoxa jacula Gould, 1850  --  brilhante-de-coroa-verde, brilhante-de-testa-verde
- Heliodoxa leadbeateri (Bourcier, 1843)  --  brilhante-de-fronte-violeta, brilhante-de-testa-violet